# Die Murnausche Lücke

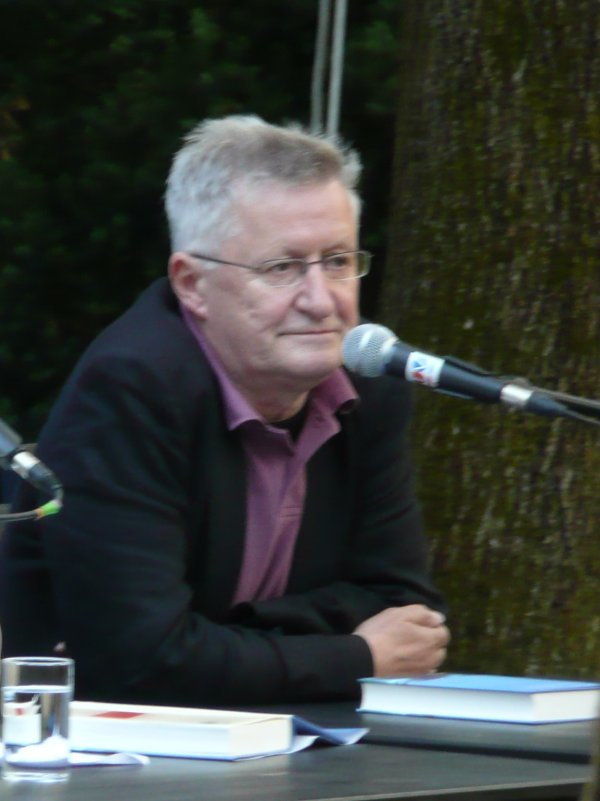
Jochen Schimmang (2009)

Die Murnausche Lücke ist ein Roman von Jochen Schimmang, der 2002 im Heidelberger Verlag Wunderhorn erschien.

## Inhalt
Murnau, der Ich-Erzähler des Romans, trägt denselben Namen wie der revolutionäre Protagonist des 1979 erschienenen Schimmang-Debüts Der schöne Vogel Phönix, doch außer einigen zeitlichen und räumlichen Koinzidenzen verbindet die zwei Murnaus nichts. Der Murnau dieses Romans ist ein von Schlaflosigkeit geplagtes Mathematik-Genie, das sich, als Forscher hochbezahlt, viele Jahre lang mit der Lösung des Großen Fermatschen Satzes beschäftigt und ihr nahe kommt, was in der Fachliteratur als Murnausche Näherung oder Murnausche Lücke bezeichnet wird.
Diesen Erfolg hat er an der Universität Cambridge, an die er aus Berlin wechselte und wo er einige Jahre mit der Tochter eines Mathematiker-Kollegen verheiratet war. Bald zieht es ihn zurück in seine ostfriesische Heimat, wo er zum ständigen Besucher eines Feinschmecker-Nachtlokals namens Insomnia wird, in dem sich die Schlaflosen der Region treffen, die er beobachtet und zu denen er vertraute Kontakte pflegt; so zum Beispiel zum mathematischen Wunderkind Enno, das an einer Überdosis von Barbituraten stirbt, und zum Anästhesisten Dr. Winter, der plötzlich verschwindet.
Den Mauerfall 1989 erlebt Murnau während eines Symposiums zur Geschichte der Mathematik in Sieseby an der Schlei, wo er sich unglücklich in eine Hamburger Wissenschaftsjournalistin verliebt. Verzagt verlässt er daraufhin noch einmal seine Heimat an der Ems und zieht nach Amsterdam, wor er sein zweites großes Projekt betreibt: Ein Buch über die Geschichte der Mathematik für Kinder und Erwachsene. Dann kehrt er zurück und setzt seine nächtlichen Besuche im Insomnia fort. Letztlich findet er dort, bei der russischen Kellnerin und gescheiterten Pianistin Katharina Liebe – und auch seine Schlaflosigkeit endet.

## Rezeption
Martin Zingg (Neue Zürcher Zeitung) findet es wunderbar, wie Murnau „schlaf- und schwerelos und mit weit aufgerissenen Augen durch die Welt zieht, wie er mit großer Gelassenheit davon erzählt, leicht verschattet von einer Melancholie, die den Blick immerfort schärft.“ Schimmang sei ein „vertrackt leichter Text von großer Schönheit“ gelungen. Stephan Reinhardt (Frankfurter Rundschau) beschreibt Schimmangs Erzählweise als „unangestrengt, leicht, voller ‚Ironie und Hintersinn‘“, „schwerelos“ und „spielerisch“.